# 霍恩斯托夫 (梅克伦堡-前波美拉尼亚州)
霍恩斯托夫是德国梅克伦堡-前波莫瑞州的一个市镇。总面积14.89平方公里，总人口1139人，其中男性563人，女性576人（2011年12月31日），人口密度76人/平方公里。